# Persone di cognome Grassi
| Questa pagina contiene informazioni ricavate automaticamente dalle voci biografiche con l'ausilio del template Bio e di un bot. L'aggiornamento è periodico e automatico e ricostruisce completamente la pagina. Se manca una persona in questa lista, sei pregato di non aggiungerla, ma accertati piuttosto che la sua voce biografica contenga il template Bio e che i dati anagrafici siano correttamente compilati. Se il template Bio manca, inseriscilo tu stesso o, in alternativa, metti l'avviso {{tmp\|Bio}} che ne segnala la mancanza. Se i dati riportati sono sbagliati, correggi direttamente la voce biografica; le modifiche saranno visibili in questa lista entro pochi giorni. Per chiarimenti vedi il progetto antroponimi. La lista contiene solo le 80 persone che sono citate nell'enciclopedia e per le quali è stato implementato correttamente il template Bio. Pagina aggiornata al 7 giu 2025. |

Questa è una lista di persone presenti nell'enciclopedia che hanno il cognome Grassi, suddivise per attività principale.

## Allenatori di calcio(3)
- Elio Grassi, allenatore di calcio e calciatore italiano (Perugia, n. 1932 - † 2020)
- Marcello Grassi, allenatore di calcio e ex calciatore italiano (Carrara, n. 1948)
- Mario Grassi, allenatore di calcio italiano

## Alpinisti(1)
- Gian Carlo Grassi, alpinista italiano (Condove, n. 1946 - Monte Bove, † 1991)

## Altiste(1)
- Giuseppina Grassi, ex altista e ostacolista sammarinese (n. 1957)

## Antifascisti(2)
- Alessandro Grassi Ormisda, antifascista italiano (Mombello Lago Maggiore, n. 1893 - Laveno, † 1977)
- Angelo Grassi, antifascista e politico italiano (Belgioioso, n. 1903)

## Archeologi(1)
- Francesco Grassi, archeologo e antiquario italiano (Napoli, n. 1685 - Napoli, † 1762)

## Architetti(2)
- Giorgio Grassi, architetto italiano (Milano, n. 1935)
- Vittorio Grassi, architetto italiano (Busto Arsizio, n. 1968)

## Arrampicatori(1)
- Mago Chiò, arrampicatore italiano (Portoferraio, n. 1867 - Portoferraio, † 1891)

## Atlete paralimpiche(1)
- Valentina Grassi, atleta paralimpica e canottiera italiana (Cividale del Friuli, n. 1989)

## Attrici(1)
- Ornella Grassi, attrice italiana (Pontremoli, n. 1952)

## Avvocati(1)
- Serafino Grassi, avvocato e storico italiano (Asti, n. 1769 - San Remo, † 1834)

## Calciatori(7)
- Alberto Grassi, calciatore italiano (Lumezzane, n. 1995)
- Davide Grassi, ex calciatore italiano (Reggio nell'Emilia, n. 1986)
- Emilio Grassi, calciatore italiano
- Marco Grassi, ex calciatore svizzero (Chiasso, n. 1968)
- Romano Grassi, ex calciatore italiano (Fornovo San Giovanni, n. 1931)
- Silvano Grassi, calciatore e allenatore di calcio italiano (Signa, n. 1919 - Signa, † 1996)
- Tullio Grassi, calciatore svizzero (n. 1910 - Lugano, † 1985)

## Cantanti(2)
- Erika Grassi, cantante italiana († 2020)
- Mitch Grassi, cantante statunitense (Arlington, n. 1992)

## Cardinali(3)
- Achille Grassi, cardinale e vescovo cattolico italiano (Bologna, n. 1456 - Roma, † 1523)
- Carlo Grassi, cardinale e vescovo cattolico italiano (Bologna, n. 1519 - Roma, † 1571)
- Ildebrando Grassi, cardinale italiano (Bologna - Vicenza, † 1178)

## Ciclisti su strada(2)
- Danilo Grassi, ex ciclista su strada italiano (Lonate Pozzolo, n. 1941)
- Giuseppe Grassi, ex ciclista su strada italiano (Seano, n. 1942)

## Compositori(1)
- Ciro Grassi, compositore e organista italiano (Cavriana, n. 1868 - Padova, † 1952)

## Designer(1)
- Alfonso Franco Grassi, designer e artista italiano (Asmara, n. 1943 - Milano, † 2014)

## Filosofi(2)
- Ernesto Grassi, filosofo italiano (Milano, n. 1902 - Monaco di Baviera, † 1991)
- Leonardo Grassi, filosofo e pedagogista italiano (Mascali, n. 1873 - Catania, † 1961)

## Gesuiti(1)
- Giovanni Antonio Grassi, gesuita italiano (Schilpario, n. 1775 - Roma, † 1849)

## Giornalisti(1)
- Giuseppe Grassi, giornalista, lessicografo e letterato italiano (Torino, n. 1779 - Torino, † 1831)

## Giuristi(2)
- Pietro Grassi, giurista italiano (Milano, n. 1450 - Pavia, † 1505)
- Ugo Grassi, giurista e politico italiano (Napoli, n. 1964)

## Hockeisti su ghiaccio(2)
- Andrea Grassi, hockeista su ghiaccio svizzero (n. 1992)
- Daniele Grassi, hockeista su ghiaccio svizzero (Frasco, n. 1993)

## Hockeisti su pista(1)
- Angelo Grassi, hockeista su pista e allenatore di hockey su pista italiano (Novara, n. 1909 - Reggio Calabria, † 1993)

## Imprenditori(2)
- Libero Grassi, imprenditore italiano (Catania, n. 1924 - Palermo, † 1991)
- Nerino Grassi, imprenditore italiano (Medole, n. 1931)

## Impresari teatrali(1)
- Paolo Grassi, impresario teatrale, direttore teatrale e giornalista italiano (Milano, n. 1919 - Londra, † 1981)

## Letterati(1)
- Giacinto Grassi, letterato e poeta italiano (Settime, n. 1918 - Asti, † 1993)

## Lottatori(1)
- Vincenzo Grassi, ex lottatore italiano (Marano di Napoli, n. 1938)

## Matematici(1)
- Orazio Grassi, matematico e architetto italiano (Savona, n. 1583 - Roma, † 1654)

## Medici(1)
- Giovanni Battista Grassi, medico, zoologo e botanico italiano (Rovellasca, n. 1854 - Roma, † 1925)

## Militari(2)
- Antonio Grassi, militare italiano (Padova, n. 1897 - Baranco Tejerie, † 1938)
- Domenico Grassi, militare italiano (Capriate San Gervasio, n. 1909 - Gheldejà di Conta, † 1937)

## Nuotatori(1)
- Santiago Grassi, nuotatore argentino (Santa Fe, n. 1996)

## Partigiani(1)
- Adolfo Grassi, partigiano italiano (Reggio Emilia, n. 1921 - Colombaia di Secchia, † 1944)

## Percussionisti(1)
- Danilo Grassi, percussionista e direttore d'orchestra italiano (Soragna, n. 1961)

## Pittori(8)
- Alfonso Grassi, pittore italiano (Solofra, n. 1918 - Salerno, † 2002)
- Giovanni Battista Grassi, pittore italiano (Udine - Udine, † 1578)
- Giovannino de' Grassi, pittore, scultore e architetto italiano (Milano - † 1398)
- Josef Grassi, pittore e miniatore austriaco (Vienna, n. 1757 - Dresda, † 1838)
- Lucillo Grassi, pittore italiano (Storo, n. 1895 - Red Bank, † 1971)
- Nicola Grassi, pittore italiano (Zuglio, n. 1682 - Venezia, † 1748)
- Tarquinio Grassi, pittore italiano (Romagnano Sesia, n. 1656 - Borgosesia, † 1733)
- Vittorio Grassi, pittore e decoratore italiano (Roma, n. 1878 - Roma, † 1958)

## Politici(7)
- Alessandro Grassi, politico italiano (Giarre, n. 1816)
- Candido Grassi, politico e partigiano italiano (Udine, n. 1910 - Udine, † 1969)
- Claudio Grassi, politico italiano (Reggio Emilia, n. 1955)
- Ennio Grassi, politico italiano (Rimini, n. 1947)
- Gero Grassi, politico, giornalista e scrittore italiano (Terlizzi, n. 1958)
- Luigi Grassi, politico, antifascista e partigiano italiano (Torino, n. 1904 - Torino, † 1975)
- Luigi Grassi, politico italiano (Milano, n. 1891 - † 1970)

## Poliziotti(1)
- Raffaele Grassi, poliziotto e prefetto italiano (Portomaggiore, n. 1960)

## Presbiteri(1)
- Antonio Grassi, presbitero italiano (Fermo, n. 1592 - Fermo, † 1671)

## Scrittori(1)
- Gianni Grassi, scrittore e giornalista italiano (Berceto, n. 1938 - Roma, † 2007)

## Scultori(1)
- Filippo Grassi, scultore e architetto italiano (Milano - Brescia)

## Vescovi cattolici(9)
- Antonio Grassi, vescovo cattolico italiano (Chioggia, n. 1644 - Chioggia, † 1715)
- Francesco Andrea Grassi, vescovo cattolico italiano (Chioggia, n. 1661 - † 1712)
- Gerardo Grassi, vescovo cattolico italiano (Bologna)
- Gregorio Maria Grassi, vescovo cattolico, missionario e santo italiano (Castellazzo Bormida, n. 1833 - Taiyuan, † 1900)
- Guglielmo Grassi, vescovo cattolico italiano (Genzano, n. 1868 - Marino, † 1954)
- Luigi Maria Grassi, vescovo cattolico italiano (Mondovì, n. 1887 - Alba, † 1948)
- Paride Grassi, vescovo cattolico e teologo italiano (Bologna - Roma, † 1528)
- Pietro Grassi, vescovo cattolico italiano (Chioggia, n. 1666 - † 1731)
- Simon Pietro Grassi, vescovo cattolico italiano (Schilpario, n. 1856 - Tortona, † 1934)

## Senza attività specificata(1)
- Liliana Grassi, architetta e storica dell'architettura italiana (Milano, n. 1923 - Milano, † 1985)